# فضل الله تلحوق
فضل الله محمود تلحوق (13 ديسمبر 1915 - 17 فبراير 1998) قاضي وسياسي لبناني. من عاليه، تلقى علومه في الجامعة الوطنية فيها. عمل مديراً للمشتريات في شركة أرامكو ثم دخل السياسة، انتخب نائباً عن جبل لبنان من قضاء عاليه في دورات 1960 و 1964 و 1968.

## سيرته
ولد فضل الله بن محمود تلحوق في عاليه في 13 كانون الأول 1915. تلقى علومه في الجامعة الوطنية في عاليه. انصرف إلى إدارة أملاكه، ثم انخرط في العمل السياسي بعد وفاة عمه النائب والوزير جميل تلحوق، كما عمل مديراً للمشتريات في شركة أرامكو. 

انتخب نائباً عن جبل لبنان من قضاء عاليه في دورات 1960 و 1964 و 1968، شارك في أعمال اللجان النيابية، فكان عضواً في لجان الأشغال العامة، والاقتصاد الوطني، والمال والموازنة. كما انتخب مفوضاً في هيئة مكتب المجلس. 

عرف فضل الله تلحوق بوطنيته وتسامحه، كما عرف بنظافة الكف والشجاعة في قول الحقيقة. وكانت دارته في عاليه ملتقى لجميع اللبنانيين من مختلف الطوائف، وخصوصاً خلال الأحداث الدامية التي وقعت عامي 1958 و1983. كما كانت ملاذاً آمناً لعدد كبير من العائلات التي هجرت بعد حرب الجبل سنة 1983. كان عضواً في كتلة عاليه التي ترأسها مجيد أرسلان. 

توفي في 17 شباط 1998.

## حياته الشخصية
تأهل من منی حبيب عادل ولهما عادل ورياض وأدال وهالا وفادي. 